# Egon Bahr
Pour les articles homonymes, voir Bahr.
Egon Karl-Heinz Bahr, né le 18 mars 1922 à Treffurt et mort le 19 août 2015 à Berlin, est un homme politique allemand membre du Parti social-démocrate d'Allemagne (SPD).
Proche de Willy Brandt, il dirige sa communication à Berlin-Ouest entre 1960 et 1966. Cette année-là, leur collaboration se poursuit à l'office des Affaires étrangères.
L'accompagnant en 1969 à la chancellerie fédérale, il devient ministre fédéral avec attributions spéciales auprès du chancelier fédéral après les élections de 1972. Au sein du pouvoir fédéral, il est l'éminence grise de Brandt et le principal instigateur de l’Ostpolitik, qui vaudra le prix Nobel de la paix au chancelier.
Il quitte le gouvernement à la suite de la démission de Brandt, en mai 1974, mais y fait son retour dès le mois de juillet comme ministre fédéral de la Coopération économique sous la direction d'Helmut Schmidt. Il abandonne ses fonctions ministérielles après les élections de 1976 pour occuper le poste de coordinateur fédéral du SPD, toujours présidé par Willy Brandt.
Il est relevé de ces fonctions au bout de cinq ans, puis met un terme à sa carrière politique lors des élections de 1990, qui scellent la réunification allemande.

## Biographie
Après avoir passé son Abitur en 1940, Egon Bahr suit une formation de cadre industriel chez Borsig AG à Berlin. De 1942 à 1944, il participe en tant que soldat à la Seconde Guerre mondiale, et finira par intégrer la sixième école de l'air avec le grade de sergent cadet. Il est par la suite exclu des forces armées et réaffecté chez Borsig AG en tant que « travailleur de défense non aryen ».
À la suite de la guerre, Egon Bahr travaille comme journaliste pour le Berliner Zeitung, puis pour le Allgemeinen Zeitung et le Tagesspiegel à Berlin. Il passe ensuite à la radio, devenant à la fois commentateur et directeur du bureau de la radio RIAS à Bonn entre 1950 et 1960. Au cours de l'année 1959, il part au Ghana, où il est attaché de presse de l'ambassade ouest-allemande.
Il reprend son activité professionnelle en 1984 comme directeur scientifique de l'institut de recherche sur la paix et la politique de sécurité de l'université de Hambourg. Il renonce à ce poste dix ans plus tard.
Au niveau familial, il est marié et père de trois enfants.

### Vie politique

#### Au sein du SPD
Membre du Parti social-démocrate d'Allemagne (SPD) depuis 1956, Egon Bahr en a été coordinateur fédéral de 1976 à 1981. À ce titre, il est le principal protagoniste de l'expulsion du parti en 1977 de Klaus-Uwe Benneter, président fédéral des Jeunes sociaux-démocrates (Jusos), car celui-ci présentait le Parti communiste allemand (DKP) comme un partenaire de coalition potentiel, l'Union chrétienne-démocrate d'Allemagne (CDU) comme une « ennemie de classe » et remettait en question le statut d'organisation de jeunesse du SPD des Jusos.

#### Au sein des institutions
En 1960, Egon Bahr est désigné par Willy Brandt, alors maire-gouverneur de Berlin, directeur de l'office de presse et de l'information, ce qui fait de lui le porte-parole du chef de l'exécutif municipal. Quand Brandt devient ministre fédéral des Affaires étrangères en 1966, il le suit et occupe le poste de directeur du bureau de la planification avec le rang d'ambassadeur. Comptant parmi les conseillers les plus influents de Willy Brandt, présenté comme son « éminence grise », il se voit nommé secrétaire d'État à la chancellerie fédérale et représentant du gouvernement fédéral à Berlin-Ouest en 1969, lorsque Brandt est élu chancelier fédéral.
À ce poste, il négocie aussi bien à Moscou qu'avec la République démocratique allemande (RDA) un rapprochement avec l'Allemagne de l'Ouest. À ce titre, il est considéré comme le père du traité de Moscou, signé en 1970 entre la RFA et l'URSS, de l'accord sur le transit et du traité fondamental, signés au cours de cette même année par les deux Allemagne. Ces traités constituent les piliers de l'Ostpolitik de Willy Brandt, qui lui vaudra le prix Nobel de la paix et dont Bahr est considéré comme l'instigateur. Il y gagne le surnom de « père des traités orientaux », et c'est à lui qu'on attribue les slogans de la politique de détente menée par la coalition sociale-libérale : « Le changement par le rapprochement » et « La politique des petits pas ».

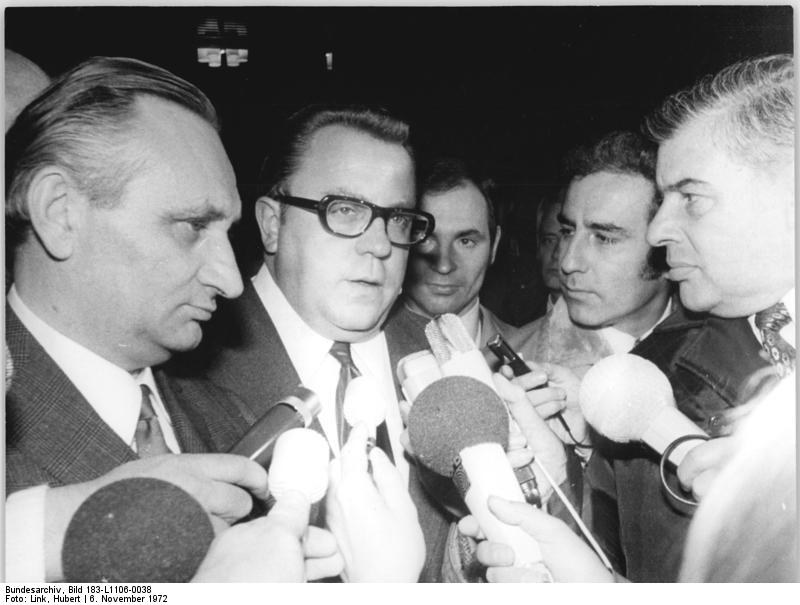
Egon Bahr et Michael Kohl, secrétaire du conseil des ministres de RDA, à la fin des négociations sur le traité fondamental, en 1972 à Berlin.

Élu député fédéral du Schleswig-Holstein aux législatives de 1972, il entre au cabinet comme ministre fédéral avec attributions spéciales placé auprès du chancelier fédéral. Son poste disparaît avec la démission de Willy Brandt le 7 mai 1974, et il se retire du gouvernement, pour y revenir le 8 juillet au poste de ministre fédéral de la Coopération économique sous la direction d'Helmut Schmidt. Le 14 décembre 1976, il quitte définitivement l'exécutif.
Il retourne alors au Bundestag, où il préside de 1980 à 1990 la sous-commission pour le désarmement et le contrôle des armements. Au début des années 1980, il participe à la commission indépendante sur la sécurité et le désarmement, présidée par le suédois Olof Palme et qui préconise dans son rapport, rendu en 1982, de créer un corridor vide d'armes nucléaires en Europe centrale. Il se retire de la vie politique en 1990, et propose un an plus tard la création de « Corps de la Paix » allemands.